# 이슬람 지하드 연합
이슬람 지하드 연합 (IJU; اتحاد الجهاد الإسلامي Ittiḥad al-Jihad al-Islāmī[*])은 2002년 설립된 이슬람주의 무장단체 조직으로, 우즈베키스탄 이슬람 운동의 분파로 창립되었다. 파키스탄 북서부의 산악 지역인 북부 와지리스탄의 아프가니스탄 국경지대에 본부를 둔 이 단체는 탈레반과 알카에다 두 단체의 연계단체로도 잘 알려져 있다.
원래 단체 명칭은 이슬람 지하드 단체(IJG; Jama’at al-Jihad al-Islāmī)로, 이 단체는 우즈베키스탄에서 몇몇 공격을 감행했다. 2007년 독일 폭탄 테러 계획으로도 잘 알려진 독일 대규모 테러 계획 또한 독일 당국에 의해 발견되었고, 이들의 소행임이 밝혀졌다. 다음 해, 이 단체는 파키스탄 부족 지역의 병력과 NATO 및 아프가니스탄 군대를 공격 대상으로 변경했다. 단체원들은 터키와 서부 유럽에서 많이 오지만 이슬람으로 개종한 유럽인, 특히 독일어 사용국가 출신의 유럽인도 많은 편이다.

## 같이 보기
- 알나세르 살라흐 앗딘 여단
- 이즈 앗딘 알카삼 여단